# Santa Maria in Monticelli
Santa Maria in Monticelli ou Igreja de Santa Maria em Monticelli é uma igreja de Roma, Itália, localizada no rione Regola, na via di Santa Maria in Monticelli. É consagrada a Virgem Maria.
É uma igreja subsidiária da paróquia de Santi Biagio e Carlo ai Catinari.

## História
Esta igreja, cujo nome é uma referência à pequena colina ou elevação do solo por causa das inundações do Tibre (monticello - "montículo"), foi restaurada ou reconstruída no início do século XII e reconsagrada pelo papa Inocêncio II em 1143, como recorda uma lápide preservada na própria igreja. Ela era conhecida antes como Sancta Maria in Monticellis Arenulae de Urbe, como atesta uma bula do papa Urbano IV em 1264.
Desta igreja medieval, de coro e colunas cosmatescos, não resta quase nada, exceto o campanário, originalmente mais alto, mas reduzido às dimensões atuais no início do século XVII para garantir sua estabilidade. O edifício foi completamente reconstruído em 1716 por Matteo Sassi por ordem do papa Clemente X e novamente em 1860, desta vez por obra de Francesco Azzurri.
Hoje esta igreja é a igreja mãe dos Padres Doutrinários.

## Descrição
Em seu interior, a igreja tem a forma clássica de uma basílica, com uma nave central ladeada por dois corredores e com três capelas de cada lado. Entre as diversas obras de arte abrigadas ali, destacam-se algumas. Na segunda capela à direita esta uma "Flagelação", atribuída a Antonio Carracci (séc. XVI). Na segunda capela à esquerda, está um crucifixo de madeira do século XIV, atribuído a Pietro Cavallini e, na capela seguinte do mesmo lado, está uma "Madona com o Menino e Santos", de Sebastiano Conca. Finalmente, a abside ostenta um fragmento de um mosaico do século XII com a cabeça de Jesus.

## Galeria

Imagens da igreja
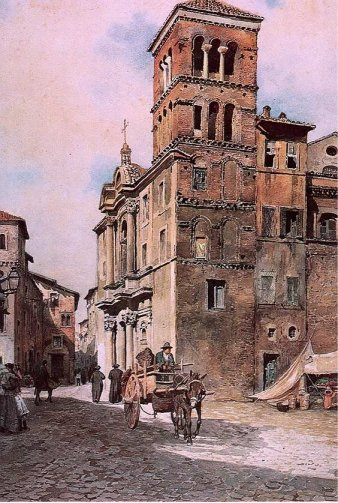
Aquarela de Ettore Roesler Franz (1880).
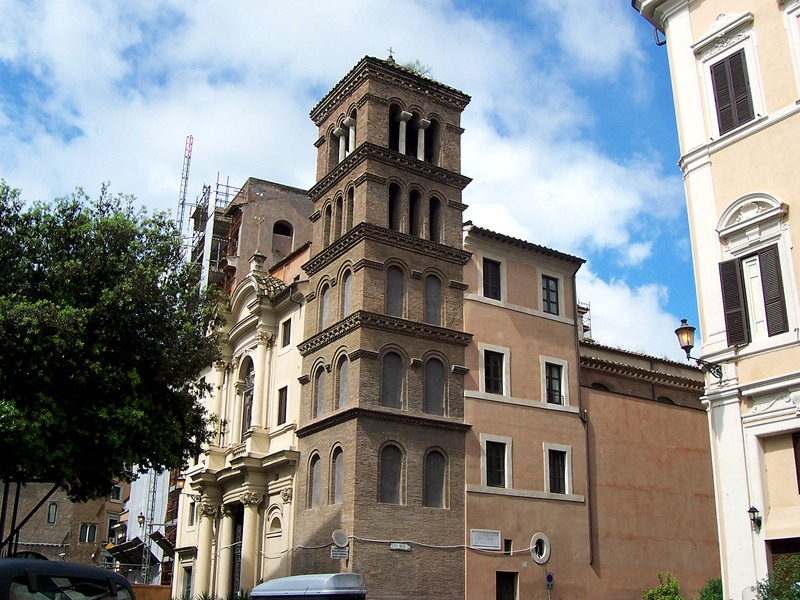
Campanário medieval original, cuja altura foi reduzida no século XVII.
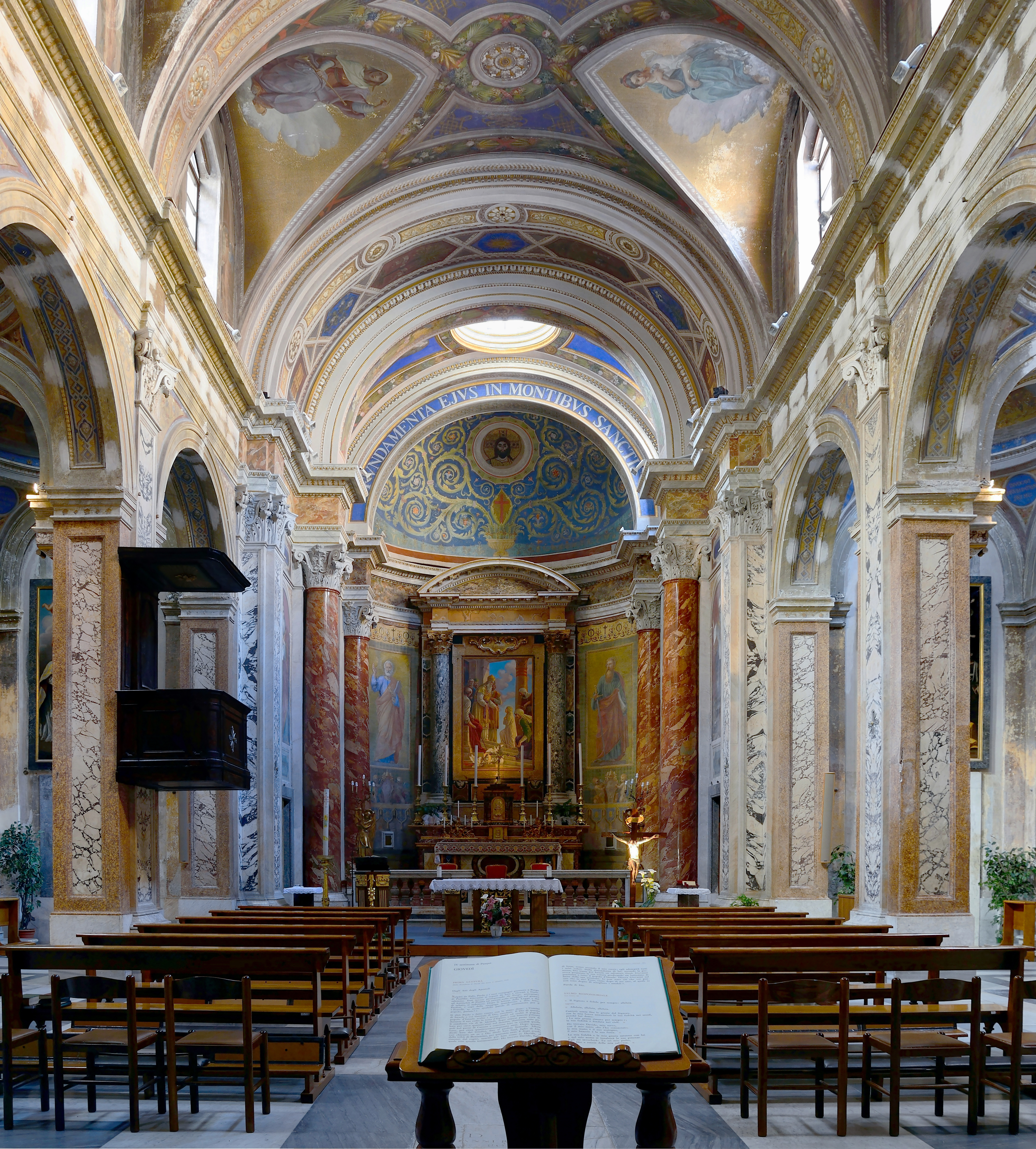
Vista do interior.
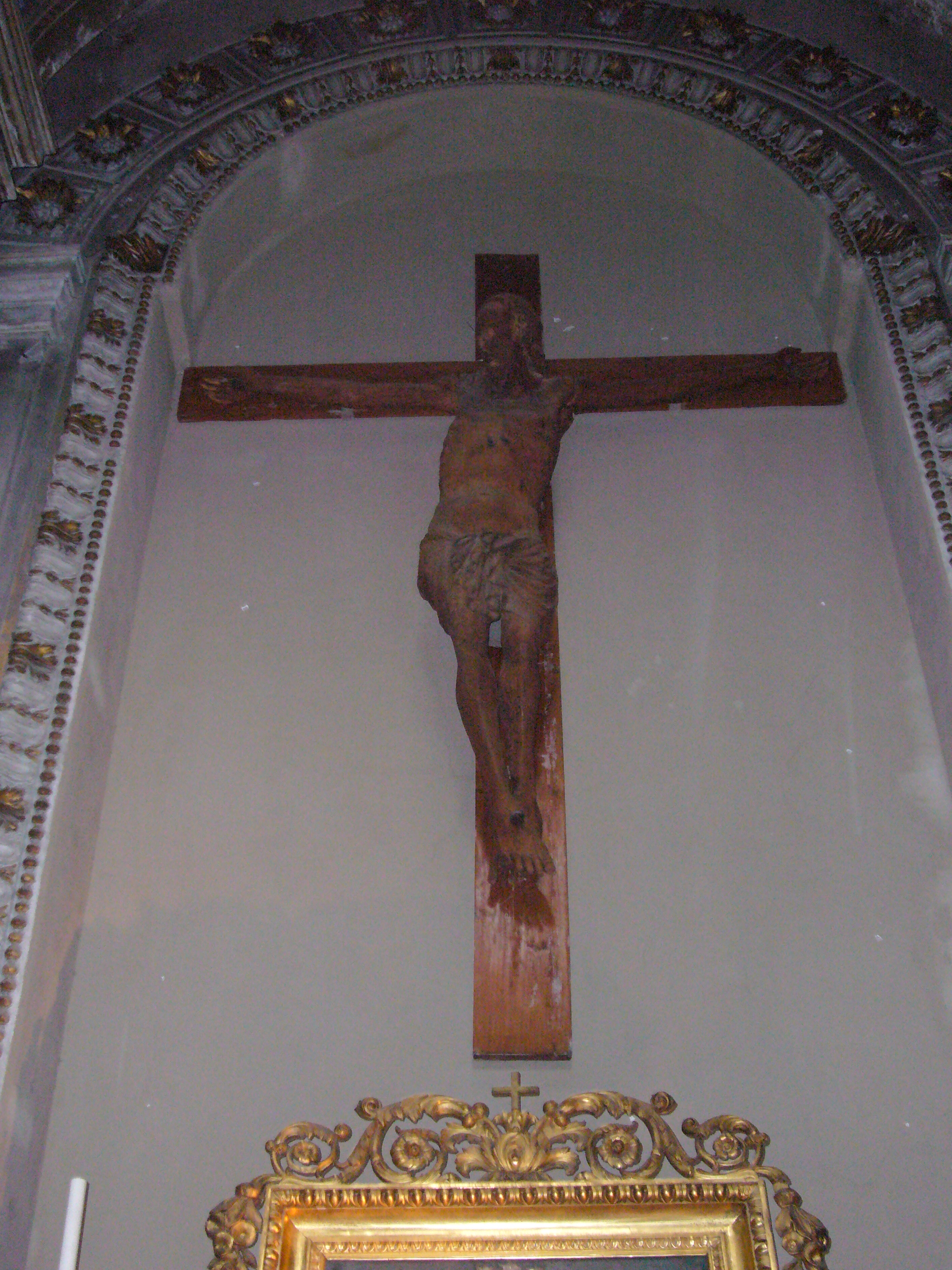
"Crucifixo" atribuído a Pietro Cavallini.
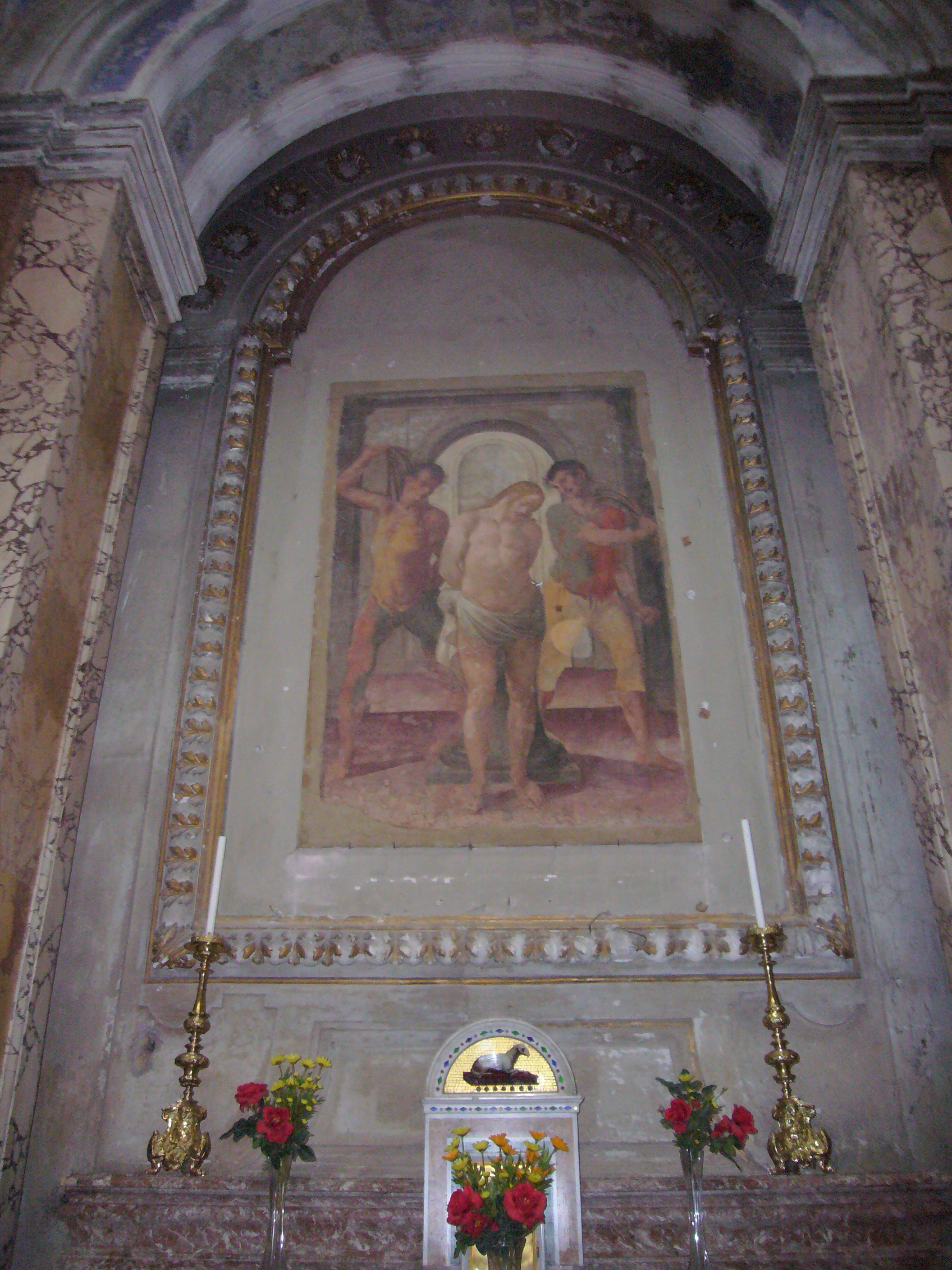
"Flagelação", atribuída a Antonio Carracci